# GP van België MX2 2006
De Grote Prijs van België 2006 in de MX2-klasse motorcross werd gehouden op 6 augustus 2006 op het circuit van de citadel van Namen. Het was de twaalfde Grote Prijs van het wereldkampioenschap.
De Italiaan Antonio Cairoli werd eindwinnaar, nadat hij beide reeksen wist te winnen. Hij verstevigde daarmee zijn tweede plaats in de WK-tussenstand en naderde 8 punten op WK-leider Christophe Pourcel, die wel een geruststellende voorsprong behield. Sébastien Pourcel, broer van Christophe, vervolledigde het podium.

## Uitslag eerste reeks
| Plaats | Naam               | Land |
| ------ | ------------------ | ---- |
| 1      | Antonio Cairoli    | ITA  |
| 2      | David Philippaerts | ITA  |
| 3      | Christophe Pourcel | FRA  |
| 4      | Sébastien Pourcel  | FRA  |
| 5      | Marc de Reuver     | NED  |
| 6      | Maximilian Nagl    | GER  |
| 7      | Billy Mackenzie    | GBR  |
| 8      | Rui Gonçalves      | POR  |
| 9      | Manuel Monni       | ITA  |
| 10     | Matti Seistola     | FIN  |

## Uitslag tweede reeks
| Plaats | Naam                   | Land |
| ------ | ---------------------- | ---- |
| 1      | Antonio Cairoli        | ITA  |
| 2      | Christophe Pourcel     | FRA  |
| 3      | Carl Nunn              | GBR  |
| 4      | Tyla Rattray           | RSA  |
| 5      | Sébastien Pourcel      | FRA  |
| 6      | Gareth Swanepoel       | RSA  |
| 7      | Rui Gonçalves          | POR  |
| 8      | Aigar Leok             | EST  |
| 9      | Manuel Monni           | ITA  |
| 10     | Pierre-Alexandre Renet | FRA  |

## Eindstand Grote Prijs
| Plaats | Naam               | Land | Punten |
| ------ | ------------------ | ---- | ------ |
| 1      | Antonio Cairoli    | ITA  | 50     |
| 2      | Christophe Pourcel | FRA  | 42     |
| 3      | Sébastien Pourcel  | FRA  | 34     |
| 4      | Carl Nunn          | GBR  | 30     |
| 5      | Rui Gonçalves      | POR  | 27     |
| 6      | Manuel Monni       | ITA  | 24     |
| 7      | Marc de Reuver     | NED  | 24     |
| 8      | Tyla Rattray       | RSA  | 22     |
| 9      | David Philippaerts | ITA  | 22     |
| 10     | Aigar Leok         | EST  | 20     |

## Tussenstand wereldkampioenschap
| Plaats | Naam                   | Land | Punten |
| ------ | ---------------------- | ---- | ------ |
| 1      | Christophe Pourcel     | FRA  | 458    |
| 2      | Antonio Cairoli        | ITA  | 432    |
| 3      | David Philippaerts     | ITA  | 393    |
| 4      | Tyla Rattray           | RSA  | 352    |
| 5      | Marc de Reuver         | NED  | 338    |
| 6      | Carl Nunn              | GBR  | 307    |
| 7      | Billy Mackenzie        | GBR  | 264    |
| 8      | Sébastien Pourcel      | FRA  | 259    |
| 9      | Tommy Searle           | GBR  | 254    |
| 10     | Gareth Swanepoel       | RSA  | 251    |
| 11     | Rui Gonçalves          | POR  | 236    |
| 12     | Alessio Chiodi         | ITA  | 211    |
| 13     | Kenneth Gundersen      | NOR  | 200    |
| 14     | Manuel Monni           | ITA  | 167    |
| 15     | Davide Guarneri        | ITA  | 153    |
| 16     | Matti Seistola         | FIN  | 105    |
| 17     | Anthony Boissière      | FRA  | 98     |
| 18     | Aigar Leok             | EST  | 97     |
| 19     | Luigi Séguy            | FRA  | 94     |
| 20     | Pierre-Alexandre Renet | FRA  | 80     |